# Hohatzenheim
Hohatzenheim é uma ex-comuna francesa na região administrativa de Grande Leste, no departamento do Baixo Reno. Estendeu-se por uma área de 2 km². Em 2010 a comuna tinha 205 habitantes (densidade: 102,5 hab./km²).
Em 1 de janeiro de 2016 foi fundida com as comunas de Gingsheim,  Mittelhausen e Wingersheim para a criação da nova comuna de Wingersheim-les-Quatre-Bans.